# Dương Hồng Sơn
Dương Hồng Sơn (né le 20 novembre 1982 dans le district de Quỳnh Lưu au Viêt Nam) est un footballeur international vietnamien, qui évoluait au poste de gardien de but. Il se reconvertit entraîneur à l'issue de sa carrière et il est actuellement le sélectionneur du club de Quang Nam (en).

## Biographie

### Carrière en sélection
Dương Hồng Sơn reçoit 39 sélections en équipe du Viêt Nam entre 2003 et 2012.
Il participe avec cette équipe à la Coupe d'Asie des nations 2007. Il joue quatre matchs lors de ce tournoi. Le Viêt Nam atteint les quarts de finale de cette compétition, en étant battu par l'Irak.
Il joue également deux matchs lors des éliminatoires du mondial 2010.

## Palmarès
| Sông Lam Nghệ An - Coupe du Viêt-Nam (1) : - Vainqueur : 2001-02. - Supercoupe du Viêt-Nam (2) : - Vainqueur : 2001 et 2002. |  | T&T Hanoi - Championnat du Viêt Nam (3) : - Champion : 2010, 2013 et 2016. - Vice-champion : 2011, 2012, 2014 et 2015. - Supercoupe du Viêt Nam (1) : - Vainqueur : 2010. - Finaliste : 2013 et 2015. |